# Thea Limbach

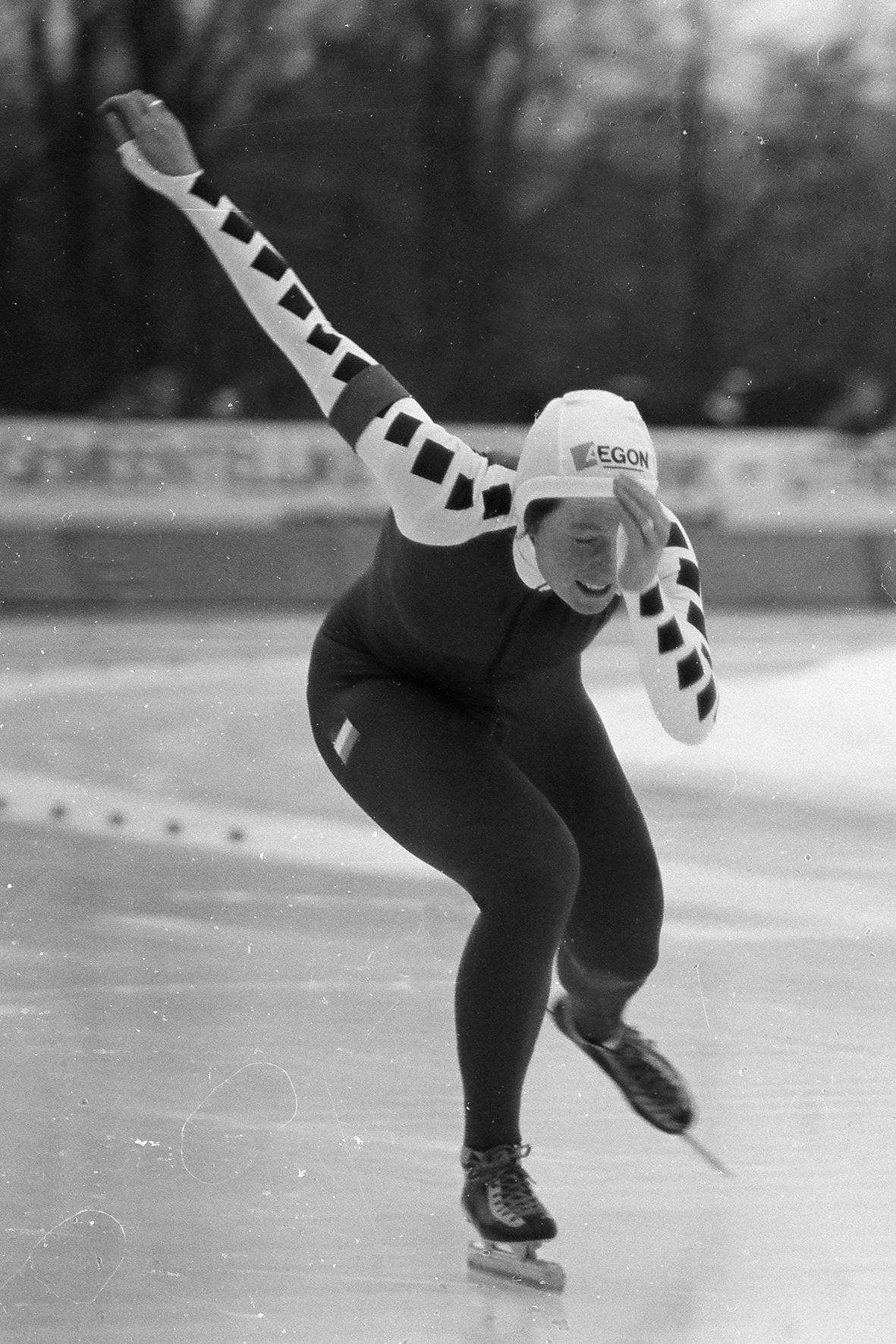
Thea Limbach

Thea Limbach (Harderwijk, 27 februari 1959) is een schaatsster. Van 1981 tot 1987 behoorde ze tot de nationale kernploeg. Daarnaast is zij ook coach geweest.
Podiumplaatsen reed Limbach alleen op nationale kampioenschappen, driemaal brons op het NK Allround en eenmaal brons op de NK Sprint. Ze nam vier keer deel aan het WK Allround en drie keer aan het WK Sprint. Zij deed één keer mee aan de Olympische Winterspelen, die van 1984 in Sarajevo. Haar beste prestatie was hier op de 1500 meter. Ze eindigde als negende in een tijd van 2.10.35.
In het dagelijks leven is Limbach werkzaam als docent Lichamelijke Opvoeding aan het Zuyderzee Lyceum in Emmeloord. Als ex-topsporter was ze chef de mission tijdens de Europese Jeugd Olympische Winterdagen. Daarnaast was ze dat ook voor het Nederlands Paralympisch team tijdens de Paralympische Spelen van Athene 2004 en Beijing 2008.
Bij haar afscheid als docent is Limbach vanwege haar grote verdiensten voor de sport in het algemeen en de (invalide)sport in het bijzonder benoemd tot Ridder in de Orde van Oranje Nassau .

## Resultaten
| jaar | NK Allround | NK Sprint | WK Allround | WK Sprint | Olympische Spelen                     |
| ---- | ----------- | --------- | ----------- | --------- | ------------------------------------- |
| 1982 | Brons       |           | 11e         | 27e       |                                       |
| 1983 |             | Brons     | 10e         | 19e       |                                       |
| 1984 | Brons       |           | NC17        |           | 27e 500m 21e 1000m 9e 1500m 13e 3000m |
| 1985 | Brons       |           | 12e         | 20e       |                                       |

### Medaillespiegel
| Kampioenschap | Goud · | Zilver · | Brons · |
| ------------- | ------ | -------- | ------- |
| NK Allround   | 0      | 0        | 3       |
| NK Sprint     | 0      | 0        | 1       |